# گریت ولنتهم
گریت ولنتهم (به انگلیسی: Great Whelnetham) یک روستا و محله مدنی در بریتانیا است که در St Edmundsbury واقع شده‌است. گریت ولنتهم ۸۲۰ نفر جمعیت دارد.